# Ліцей №11 Звягельської міської ради
Ліцей №11 Звягельської міської ради — заклад середньої освіти в місті Звягель. Школа заснована у 1994 році.

## Історія

Емблема ліцею до 2018 року.

Влітку 1993 року в місті почали будувати житло для військових, а разом з ним соціальні об'єкти: школу, дитячий садок та інше. Будівництво містечка було однією з вимог, що ставило керівництво Радянського Союзу при виведенні радянських військ, які базувалися у Німеччині. Будували іноземці — німецькі та болгарські спеціалісти.
12 квітня 1994 року відбулося відкриття Новоград-Волинської середньої загальноосвітньої школи І-ІІІ ступенів № 11.
Станом на 1999 рік навчальний заклад розрахований на 990 учнів. Має 33 класи, 2 спортивні зали — гімнастичну та ігрову. Крім класних приміщень, учні та вчителі мають у своєму розпорядженні спеціалізовані кабінети хімії, біології, фізики, музики, іноземних мов, майстерні, бібліотеку, ресурсний центр іноземних мов, хореографічні зали, приміщення кафедр, актову залу з кіноустановкою, кутки відпочинку, стрілецький тир.
1 вересня 1999 року школі надано статус спеціалізованої з поглибленим вивченням англійської мови, а у 2003 році реорганізовано в колегіум (згідно з рішенням сесії Новоград-Волинської міської ради).
У жовтні 2013 року колегіум нагороджений грамотою Міністерства освіти і науки України та медаллю «Флагман освіти і науки України», за вагомий внесок у розвиток освіти і науки України.
Влітку 2018 заклад перейменовано в Новоград-Волинський ліцей № 11.
Серед учнів та випускників школи є переможці міських, обласних, всеукраїнських олімпіад, конкурсів, спортивних змагань.

## Бібліотечний фонд
Кількість книг, брошур, журналів (примірників): 20146

у тому числі підручників — усього: 16502

з них для:

1 — 4 класів: 4811

5 — 9 класів: 9086

10 — 11 (12) класів: 2605

Кількість найменувань періодичних видань: 22

## Шкільні гуртки
В школі проводиться також позакласна виховна робота:
- зразковий дитячий хореографічний ансамбль «Пролісок»
- хореографічні класи
- театральна та вокальна студії
- спортивні секції і гуртки

## Дирекція ліцею
- Табакова Аліна Олександрівна (Директор ліцею)
- Світельська-Дірко Світлана Володимирівна (Заступник директора з виховної роботи)
- Ковальчук Наталія Станіславівна (Заступник директора з навчально-виховної роботи)
- Андрійчук Оксана Леонідівна (Заступник директора з методичної роботи)

## Випускники
За роки свого існування школа стала колискою для формування і становлення сотень випускників, які застосовують свої знання і досвід у різних сферах і галузях економіки України та служать у Збройних силах України, а також працюють за межами нашої держави. За час існування ліцею понад 60 випускників нагороджені золотою та срібною медалями.
Серед найвизначніших людей, які закінчили або навчалися в ліцеї (школі):
- Олександр Марчук (1988–2014) — український військовик, лейтенант, учасник російсько-української війни.
- Андрій Верхогляд (1995–2022) — український військовик, Герой України. Учасник російсько-української війни.